# 施氏黑森鯰
施氏黑森鯰，為輻鰭魚綱鯰形目鼬鯰科的其中一種，為熱帶淡水魚，分布於南美洲巴西Teles Pires河流域，體長可達22.1公分，棲息在底中層水域，生活習性不明。

## 扩展阅读
維基物種上的相關：施氏黑森鯰